# Tunzi Fi Shlekka
Tunzi Fi Shlekka è il secondo mixtape del rapper tunisino Karkadan, autoprodotto e pubblicato nel 2008.
Si tratta di un mixtape contenente tracce cantate in lingua araba e francese; sono presenti collaborazioni di Jack the Smoker e Vincenzo da Via Anfossi.

## Tracce
1. Litim
2. El Wacket
3. Tecnologi (feat. Jack the Smoker)
4. Ke Zibbi (feat. Vincenzo da Via Anfossi)
5. Ala Kol Hit
6. Ken Tu Sil
7. Bolice
8. Les Couleurs De La Guerre
9. Tunzi Fi Shlekka
10. Ganja
11. Click Click
12. Ana Tunzi Remix
13. La vérité
14. Ana Tunzi Original Version